# 7376 Jefftaylor
A 7376 Jefftaylor (ideiglenes jelöléssel 1980 UU1) a Naprendszer kisbolygóövében található aszteroida. Schelte J. Bus fedezte fel 1980. október 31-én.